# Урана (город)
Юрана (англ. Urana) — город в районе Риверина штата Новый Южный Уэльс Австралии. Город находится в районе местного самоуправления «Совет Федерации».

## География
Урана расположена между Локхартом и Джерилдери, примерно в 561 км к юго-западу от столицы штата, Сиднея. На западе находится озеро Урана и природный заповедник озера Урана. На востоке находится меньшее озеро Уранагонг.

## История
Урана была впервые заселена европейцами в 1850-х годах. В мае 1859 года исполнительный совет Нового Южного Уэльса одобрил проект «Города Урана», созданный геодезистом Хейсом. Название Урана происходит от слова аборигенов «айрана», что означает временное убежище.
В августе 1863 года, недалеко от Ураны печально известный бушрейнджер Дэн Морган и его сообщник Кларк задержали полицейского магистрата из Уогга-Уогга, Генри Бейлиса. Через несколько дней после этого инцидента Бейлис привел группу полицейских в лагерь бушрейнджеров; Произошла перестрелка, Бейлис и Кларк были ранены.
В 1866 году поселок Урана состоял из двух трактиров: гостиницы «Урана» и гостиницы «Рояль». Кроме того, имелась почта, два больших магазина, полицейский участок и карцер. Новое здание суда было построено в Уране в 1879 году. В 1882 году было завершено строительство римско-католической церкви, и 7 января 1883 года отец Бермингем отпраздновал первую службу.
Преподобный Джордж Уилсон Адам был первым пресвитерианским служителем отдельного прихода Ураны. Срок полномочий преподобного Адама продлился с 1878 по 1887 год. Его преемник, преподобный Мэтью Белл, был членом пресвитерианской церкви Нового Южного Уэльса; он был введен в должность в 1888 году и ушел в отставку в 1904 году. Во время пребывания преподобного Белла в Уране были построены три деревянные церкви: одна в Уране и по одной в районных проповеднических центрах, Олд-Гори и Бари-Крик.
Совет Шира Урана был провозглашен в 1906 году и распущен в 2016 году, чтобы стать частью Совета Федерации.
Урана была главным городом и штаб-квартирой бывшего Шира Урана. Графство включало местности Бари-Крик, Морунда, Окленд и Рэнд. Район Урана используется для разведения овец, выращивания пшеницы и других зерновых культур.

## Население
По переписи 2016 года в Уране проживало 298 человек, из них 56,3 % мужчин и 43,7 % женщин. Аборигены и жители островов Торресова пролива составляли 3,7 % населения.

## Инфраструктура

### Спорт и отдых
Футбольный клуб Урана был футбольным клубом по австралийским правилам, основанным в апреле 1898 года на собрании в коммерческом отеле. Первый опубликованный матч Ураны был против Локхарта в августе 1898 года, когда он проиграл более опытной команде с разницей в четыре гола. В 1901 году Урана выиграла все игры, в которые они играли. В 1909 году на собрании следующих клубов была образована Футбольная ассоциация Урана и округа — Дейсдейл, Окленд и Урана.

### Участие Футбольного клуба в соревнованиях
ФК Урана играл в следующих соревнованиях:
- 1909 — Urana & District Football Association
- 1911—1914: Lockhart & District Football Association.[9][10][11]
- 1915 г. — Клуб активен, но не участвовал ни в каких официальных соревнованиях.
- 1916—1918: Клуб на каникулах из-за Первой мировой войны.[12]
- 1919—1920: Клуб активен, но не участвовал ни в каких официальных соревнованиях.
- 1921—1922:[13] — Lockhart & District Football Association.
- 1923 — The Rock Oaklands Lines Football Association.[14]
- 1924 — The Lockhart Oaklands Lines Football Association[15]
- 1925—1926 — Клуб на перемене.
- 1927—1928: клуб реформирован в мае 1927 года[16]. Клуб активен, но не участвовал ни в каких официальных соревнованиях.
- 1929—1930: Coreen & District Football League: Урана подала заявку на вступление в Coreen & District Football League в 1929 году, но сначала была отклонена.[17]
- 1931 — Southern Riverina Football Association.
- 1932—1935: Corowa & District Football Association.[18]
- 1936—1937: Faithful & District Football Association
- 1938 — Клуб на перемене.
- 1939—1945: Клуб на каникулах из-за Второй мировой войны.
- 1946—1972: Coreen & District Football League. Играл с 1946 по 1972 год как Urana Cullivel[19]
- 1973—2003: Coreen & District Football League. Играл за Урана ФК.
- 2004—2007: Coreen & District Football League. В 2004 году объединился с футбольным клубом Oaklands и образовал Billabong Crows.
- 2008—2022: Hume Football League. Играл за футбольный клуб Billabong Crows.

## Климат
| Климатические данные Ураны            | Климатические данные Ураны | Климатические данные Ураны | Климатические данные Ураны | Климатические данные Ураны | Климатические данные Ураны | Климатические данные Ураны | Климатические данные Ураны | Климатические данные Ураны | Климатические данные Ураны | Климатические данные Ураны | Климатические данные Ураны | Климатические данные Ураны | Климатические данные Ураны |
| Месяц                                 | Январь                     | Февраль                    | Март                       | Апрель                     | Май                        | Июнь                       | Июнь                       | Август                     | Сентябрь                   | Октябрь                    | Ноябрь                     | Декабрь                    | Год                        |
| ------------------------------------- | -------------------------- | -------------------------- | -------------------------- | -------------------------- | -------------------------- | -------------------------- | -------------------------- | -------------------------- | -------------------------- | -------------------------- | -------------------------- | -------------------------- | -------------------------- |
| Средняя высокая температура °C (°F)   | 32.9 (91.2)                | 32.4 (90.3)                | 29.2 (84.6)                | 23.6 (74.5)                | 18.7 (65.7)                | 14.8 (58.6)                | 14.2 (57.6)                | 16.0 (60.8)                | 19.8 (67.6)                | 23.5 (74.3)                | 27.7 (81.9)                | 31.1 (88.0)                | 23.7 (74.7)                |
| Средняя низкая °C (°F)                | 16.3 (61.3)                | 16.3 (61.3)                | 14.0 (57.2)                | 9.4 (48.9)                 | 6.1 (43.0)                 | 3.6 (38.5)                 | 3.2 (37.8)                 | 4.1 (39.4)                 | 6.3 (43.3)                 | 8.8 (47.8)                 | 11.8 (53.2)                | 14.6 (58.3)                | 9.5 (49.1)                 |
| Среднее количество осадков мм (дюймы) | 31.8 (1.25)                | 34.1 (1.34)                | 34.6 (1.36)                | 32.1 (1.26)                | 41.3 (1.63)                | 44.8 (1.76)                | 39.1 (1.54)                | 39.9 (1.57)                | 38.2 (1.50)                | 41.2 (1.62)                | 32.4 (1.28)                | 32.4 (1.28)                | 442.0 (17.40)              |

## Галерея

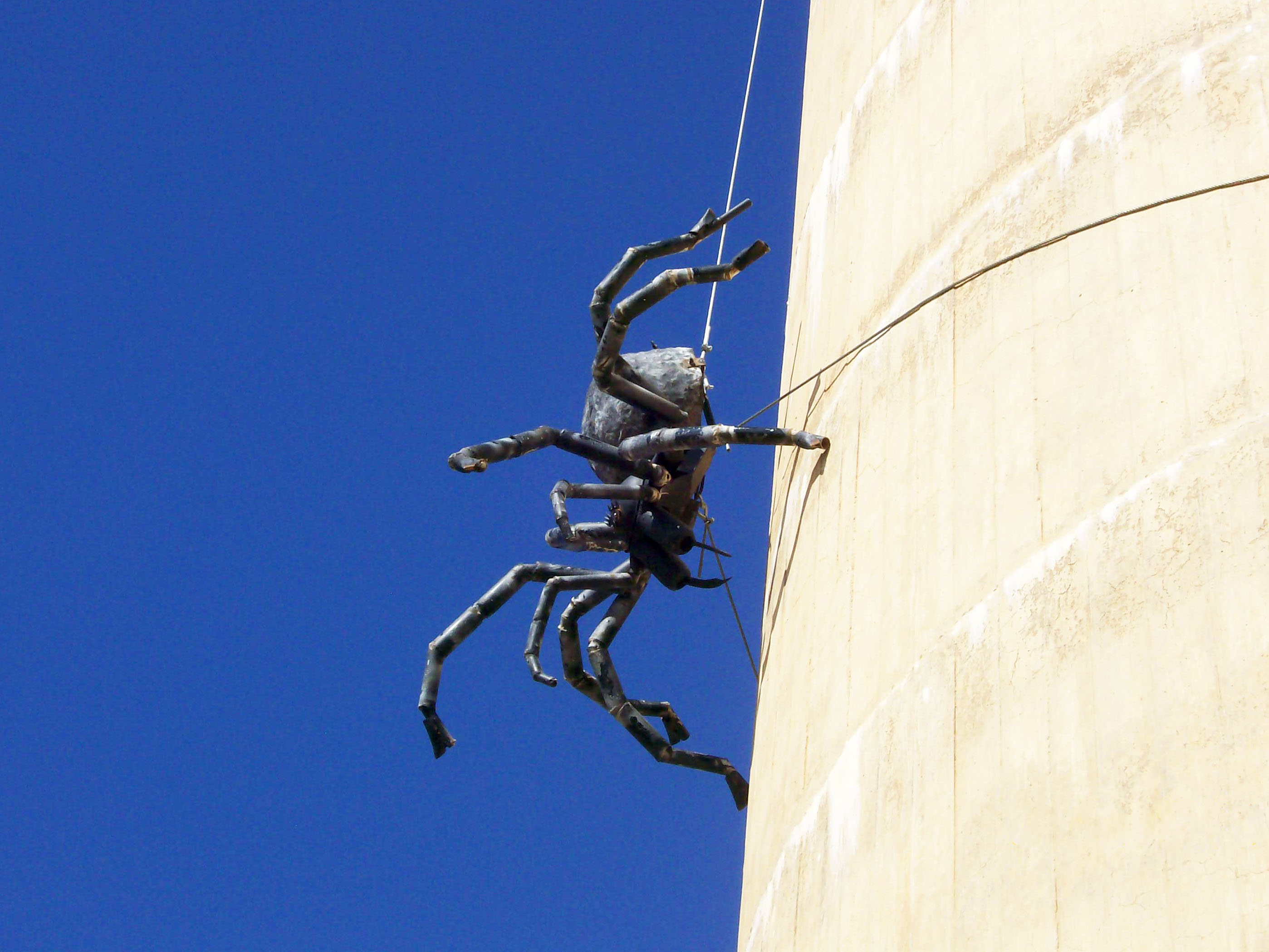
Скульптура «Ици Битси» местного художника Эндрю Уайтхеда на водонапорной башне.
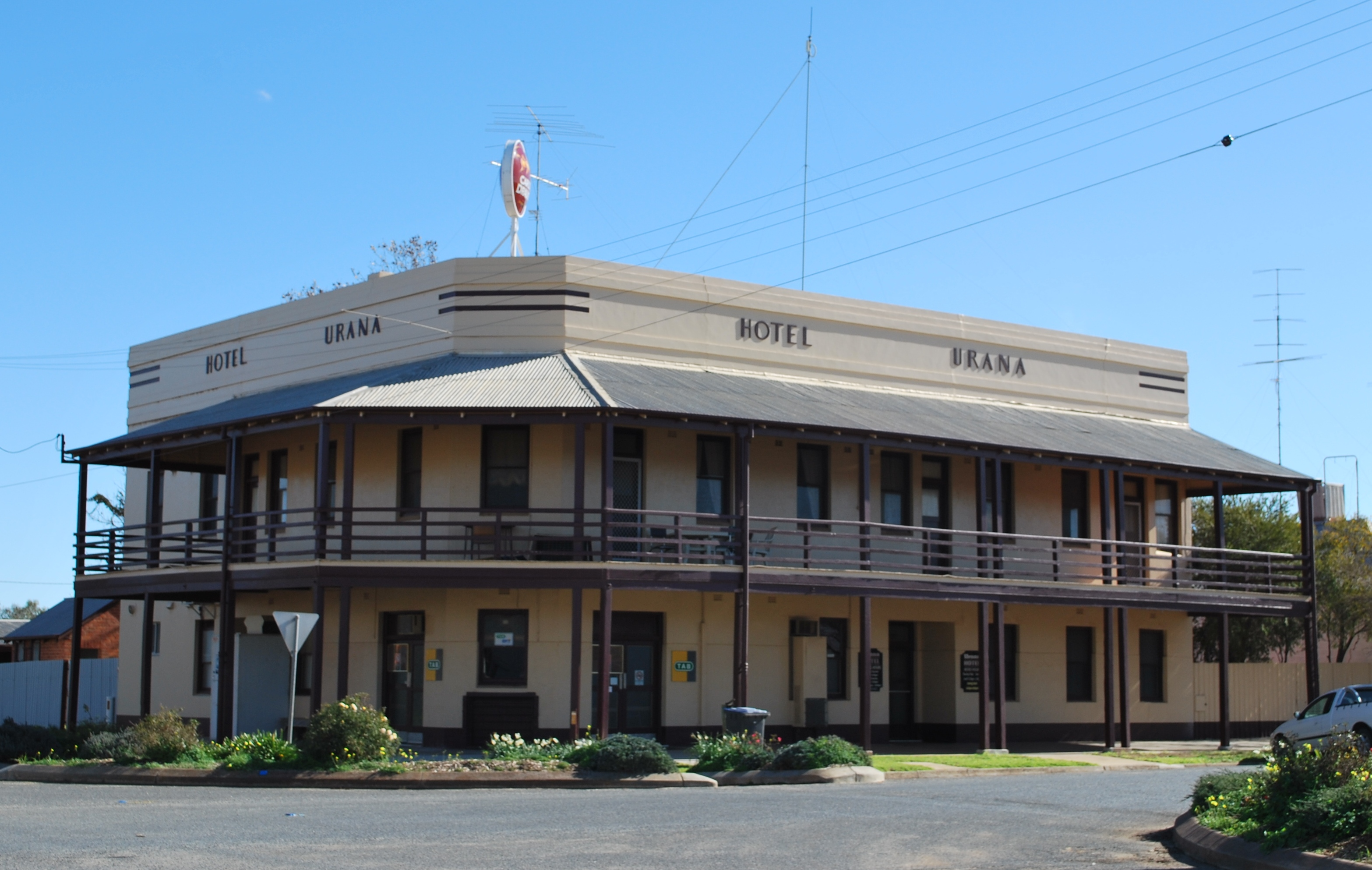
Отель Урана, единственный оставшийся паб в Уране.
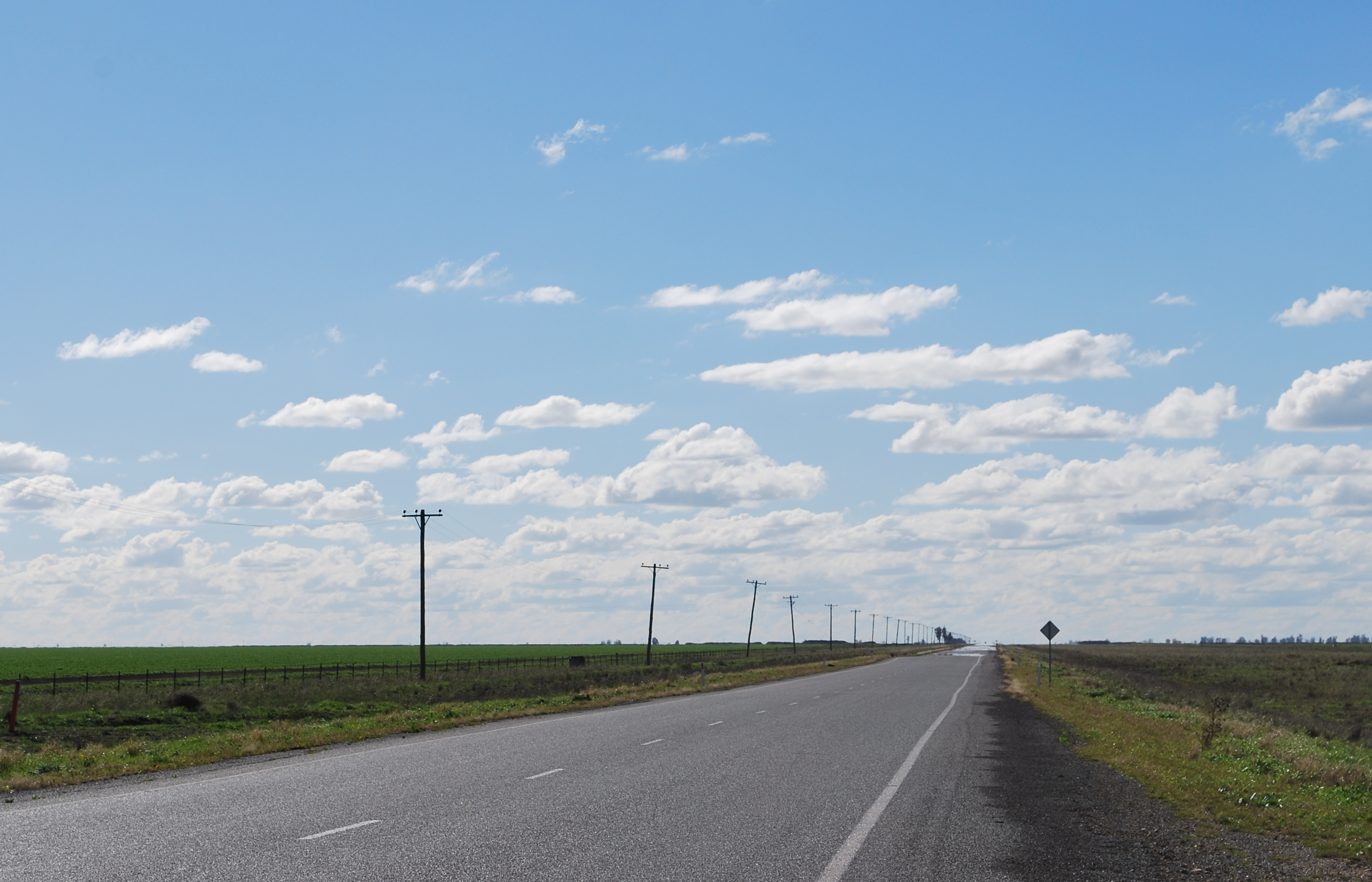
Плоская равнина Урана